# La última película
La última película (The Last Picture Show) es una película dramática estadounidense de 1971, dirigida por Peter Bogdanovich, en una adaptación de la novela homónima y semiautobiográfica de Larry McMurtry, publicada en 1966.
Situada en la ciudad semificticia de Anarene, Texas, a principios de los años 50, trata de la amistad de Sonny Crawford (Timothy Bottoms) y Duane Jackson (Jeff Bridges). En la película también aparecen Cybill Shepherd, Ben Johnson, Cloris Leachman, Ellen Burstyn, Eileen Brennan, Clu Gulager, Sam Bottoms, Sharon Ullrick, Randy Quaid y John Hillerman.
El guion fue escrito por James Lee Barrett, el propio Peter Bogdanovich, el autor Larry McMurtry y Polly Platt. Fue el primer éxito de Peter Bogdanovich como director, que hasta entonces era un reputado crítico cinematográfico.

## Argumento
En 1951, Sonny Crawford y Duane Jackson son estudiantes de último año de secundaria y mejores amigos en el pequeño pueblo petrolero de Anarene, Texas . Duane sale con Jacy Farrow, la chica más guapa del pueblo, con los padres más ricos. Sonny rompe con su novia porque está enamorado en secreto de Jacy.
En un baile de Navidad, Jacy es invitada por Lester Marlow a una fiesta de baño desnudo en la piscina de Bobby Sheen, un joven adinerado y aparentemente mejor prospecto que Duane. En el baile, Sonny besa a Ruth Popper, la deprimida esposa de mediana edad de su entrenador de la preparatoria.
Duane, Sonny y otros llevan a su joven amigo Billy, con discapacidad mental, a una prostituta para perder su virginidad. Al regresar a casa, el empresario local Sam "El León" se enfurece por el trato que le dan a Billy, quien barre habitualmente la calle principal de Anarene. Les prohíbe la entrada a cualquiera de sus negocios, el único entretenimiento del pueblo: el billar, el cine y la cafetería. Más tarde, cuando Sam sorprende a Sonny visitando a Billy y a Genevieve, la camarera, en la cafetería, Sonny se disculpa y Sam le levanta la prohibición.
Bobby se le insinúa a Jacy, pero se niega a tener sexo con ella porque es virgen. El fin de semana de Nochevieja, Duane y Sonny conducen impulsivamente a México. Antes de irse, el nostálgico Sam les da algo de dinero extra para que se diviertan. Cuando los chicos regresan con resaca y cansados el lunes por la mañana, se enteran de que Sam murió repentinamente de un derrame cerebral el día anterior. Sam le deja a Sonny el salón de billar en su testamento.
Jacy invita a Duane a un motel para tener sexo, pues quiere ser aceptada en el círculo libertino de Bobby. Él no consigue una erección, así que ella lo regaña. Más tarde, lo intentan de nuevo y Duane tiene un encuentro breve, justo lo suficiente para que Jacy pierda su virginidad. Rompe con él por teléfono, con la esperanza de volver a tener una relación con Bobby.
Sin embargo, Jacy se entera de que Bobby ya se ha casado con otra chica. Aburrida y sintiéndose rechazada, tiene relaciones sexuales con Abilene, el capataz rudo de su padre Gene y amante de su madre. Cuando la deja, la deja con una frialdad brutal. Al entrar en la casa, Lois, su madre, la sorprende y Jacy rompe a llorar. A pesar de sus propias mentiras y aventuras, ambas se quejan hipócritamente de la brutalidad masculina.
Disgustado por la ruptura, Duane se alista en el Ejército y, tras el entrenamiento básico, está programado para servir en la Guerra de Corea . En su ausencia, Jacy se enamora de Sonny, quien abandona a Ruth abruptamente y sueña con casarse con ella. Duane regresa a casa de permiso, conduciendo un Mercury nuevo . Discute con Sonny por Jacy, le estrella una botella de cerveza en el ojo y lo envía al hospital. Durante su recuperación, se niega a ver a Ruth cuando ella lo visita.
Jacy y Sonny se fugan a Oklahoma . De camino a su luna de miel, Jacy revela que les dejó una carta a sus padres contándoles todo su plan. Un policía estatal los detiene y los lleva a casa de los Farrow. Gene, furioso, reprende a Sonny y lo lleva a casa. Sonny regresa con Lois, quien revela que Sam fue su primer amor verdadero. Sugiere que Sonny estaría mucho mejor con Ruth que con Jacy. El matrimonio se anula y transcurre poco tiempo.
En la última noche de vacaciones de Duane, Sonny se reconcilia con él y le revela que Jacy se fue a la universidad en Dallas. Van al cine la última noche. La última función es " Río Rojo" .
A la mañana siguiente, cuando Sonny despide a Duane, este le pide que cuide su Mercury después de que Sonny admita que él y Jacy "no llegaron al motel". Al abrir la sala de billar, Sonny oye chirriar los frenos afuera. Billy fue atropellado y murió cuando barría la calle. Los vecinos rodean el cuerpo de Billy y lo culpan fríamente de estúpido y descuidado. Afligido, Sonny les grita por su comportamiento y se lleva con cuidado el cuerpo de Billy, cubriéndose la cara con su chaqueta de béisbol.
Enojado y deprimido con su vida, Sonny conduce hasta los límites de la ciudad. Poco a poco cambia de opinión y regresa, aparcando cerca de casa de Ruth. Tímidamente, le pide entrar a tomar un café. Deprimida, ella se ha encerrado en casa.
Ruth lo deja entrar y estalla de dolor y rabia. Se da cuenta de que Sonny está completamente destrozado. Exigiéndole que la mire, él lo hace y le toca suavemente la mano. La ira de Ruth se disipa y ella lo consuela. Sus últimas palabras son: «No te preocupes, cariño. No te preocupes», al final de la película.

## Reparto
- Timothy Bottoms: Sonny Crawford.
- Jeff Bridges: Duane Jackson.
- Cybill Shepherd: Jacy Farrow.
- Ben Johnson: Sam.
- Cloris Leachman: Ruth Popper.
- Ellen Burstyn: Lois Farrow.
- Eileen Brennan: Genevieve.
- Randy Quaid: Lester Marlow

## Premios y nominaciones

### Óscar
| Año  | Categoría               | Persona                          | Resultado  |
| ---- | ----------------------- | -------------------------------- | ---------- |
| 1971 | Mejor película          | Mejor película                   | Candidata  |
| 1971 | Mejor director          | Peter Bogdanovich                | Candidato  |
| 1971 | Mejor actor de reparto  | Jeff Bridges                     | Candidato  |
| 1971 | Mejor actor de reparto  | Ben Johnson                      | Ganador    |
| 1971 | Mejor actriz de reparto | Ellen Burstyn                    | Candidata  |
| 1971 | Mejor actriz de reparto | Cloris Leachman                  | Ganadora   |
| 1971 | Mejor guion adaptado    | Larry McMurtry Peter Bogdanovich | Candidatos |
| 1971 | Mejor fotografía        | Robert Surtees                   | Candidato  |

## Reconocimientos
Para el American Film Institute, es la número 95 de las cien mejores películas de la historia del cine.[cita requerida]